# 二氨基嘧啶

艾拉普林

甲氧苄啶

二氨基嘧啶是指嘧啶的两个氢原子被氨基取代的产物，分子式C4H6N4，有许多药物如乙胺嘧啶、艾拉普林、甲氧苄啶都带有二氨基嘧啶结构。
| 同分异构体     | CAS编号    | 结构 |
| -------------- | ---------- | ---- |
| 2,4-二氨基嘧啶 | 156-81-0   |      |
| 2,5-二氨基嘧啶 | 22715-27-1 |      |
| 4,5-二氨基嘧啶 | 13754-19-3 |      |
| 4,6-二氨基嘧啶 | 2434-56-2  |      |

|  | 这个同类索引页列出了具有相同或相似标题的化学条目。 除非您是有意链接至本页，否则应将相应条目的内部链接指向正确的条目。 |